# Santa María de Cayón
Santa María de Cayón település Spanyolországban, Kantábria autonóm közösségben. Santa María de Cayón Santiurde de Toranzo, Castañeda, Villaescusa, Penagos, Liérganes, Miera, San Roque de Riomiera, Saro és Villafufre községekkel határos. Lakosainak száma 9367 fő (2024).

## Népesség
A település népessége az elmúlt években az alábbi módon változott:
| Lakosok száma | 6434 | 6614 | 7556 | 8526 | 9123 | 9097 | 9095 | 9159 | 9192 | 9367 |
|               | 2001 | 2004 | 2007 | 2009 | 2012 | 2014 | 2017 | 2019 | 2022 | 2024 |